# Вреде Фердінанд
Вреде Фердінанд, повне ім'я Віктор Карл Пауль Фердінанд Вреде (нім. Victor Karl Paul Ferdinand Wrede, 15 червня 1863, Шпандау — 19 лютого 1934, Марбург) — німецький мовознавець. Голова німецької діалектографічної школи. Був директором Діалектологічного інституту в Марбурзі, редактор «Німецького мовного атласу» (1908—1934) — першого діалектологічного атласу німецької мови.

## Біографія
Фердінанд Вреде народився 15 липня 1863 року в Шпандау. Його батько, Фердінанд Вреде, був піаністом і композитором. З 1873 по 1881 рік він відвідував Фрідріхсгімназію у Франкфурті-на-Одері. Потім до 1886 року він вивчав німецьку літературу та історію в Берліні та Тюбінгені. Серед його викладачів були Теодор Моммзен, професор німецької мови Карл Віктор Мюлленгоф, філолог і історик літератури Вільгельм Шерер. 1886 року він здобув у Берліні науковий ступінь за працю «Залишки мови та діалектичні особливості вандалів». 1890 року у Марбурзі вийшла праця «Про мову східних готів в Італії».
У 1891—1934 роках Ф. Верде був викладачем німецької філології в університеті Марбурга. Спочатку працював приват-викладачем, він отримав звання професора у 1899 році, був призначений повним почесним професором з 1911 року та повним професором з 1920 року.
Крім того, з 1902 року він працював бібліотекарем, а у 1919—1920 роках працював старшим бібліотекарем у Королівській бібліотеці в Берліні (з резиденцією в Марбурзі). З 1912 по 1932 рік він був керівником роботи над гессіансько-нассауським словником. У листопаді 1933 року він підписав заяву німецьких професорів на підтримку А. Гітлера.
Найважливішими його учнями були В. Міцка, Л. Бертольд, Т. Фрінгс, К. Бішофф, Б. Мартін і М. Вайнрайх.

## Праці
- Про мову вандалів (1886),
- Про мову східних готів в Італії (1891).

## Виноски
1. 1 2 3  Deutsche Nationalbibliothek Record #118807943 // Gemeinsame Normdatei — 2012—2016.
2. 1 2  Енциклопедія Брокгауз
3. ↑  Burschenschafter-Stammrolle: Verzeichnis der Mitglieder der Deutschen Burschenschaft nach dem Stande vom Sommer-Semester 1934 — B: Willy Nolte, 1934.